# Aerarius
El aerarius (del lat., los aes) fue una clase de los ciudadanos romanos no incluido en las treinta tribus del rey romano Servio Tulio que estaba sujeto a un impuesto fijado arbitrariamente por el censor. 
Los aerarii eran: 
- Los habitantes de las ciudades conquistadas que habían sido privadas del gobierno autónomo local, tenían derecho al jus conubii y al jus commercii, pero sin derechos políticos. Se dice que Caere fue el primer ejemplo de esto (353 a. C.). Por lo tanto la expresión “in tabulas Caere referre” vino a significar "degradar al estado de un aerarius".
- Los ciudadanos llenos sujetaron a la degradación civil (infamia) como resultado ciertas profesiones, de actos deshonrosos en la vida privada (e.g. bigamia) o de la convicción para ciertos crímenes
- Las personas calificaron por el censor.

- Datos: Q381096